# الشيخ مسعود (المنيا)
قرية الشيخ مسعود  هي إحدي القرى التابعة لمركز العدوة بمحافظة المنيا في جمهورية مصر العربية. حسب إحصاءات سنة 2006، بلغ إجمالي السكان في الشيخ مسعود 16087 نسمة، منهم 8292 رجل و7795 امرأة.